# Искрицкие

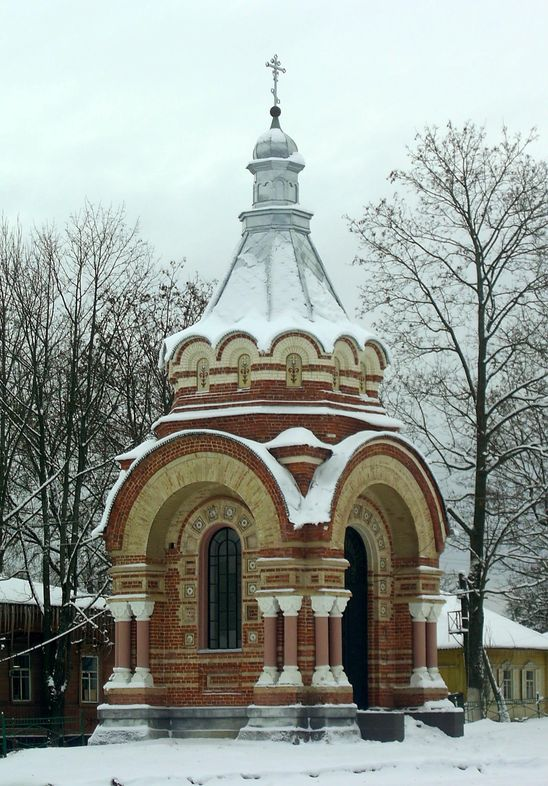
Часовня-усыпальница Искрицких (предположительно) в центре Суража

Искрицкие — русский дворянский род.

## Происхождение и история рода
Восходит к XVII веку и внесён в VI часть родословной книги Черниговской губернии.
Другой дворянский род Искрицких (пол. Iskrzycki ) происходит из Польши. Герб рода Искрицких внесён в Часть 4 Общего гербовника дворянских родов Всероссийской империи, стр. 135.
Герб рода коллежского советника Искрицкого внесён в Часть 6 Общего гербовника дворянских родов Всероссийской империи, стр. 154

## Известные представители
- Искрицкий, Александр Александрович (1806—1867) — генерал-майор, георгиевский кавалер[2].
- Искрицкий, Демьян Александрович (1803—1831) — штабс-капитан, декабрист. Брат предыдущего.
- Искрицкий, Михаил Андреевич (1873—1931) — общественный деятель, член Государственной думы от Черниговской губернии.
- Искрицкий, Евгений Андреевич (1874—1949) — русский военачальник, герой Первой мировой войны. Брат предыдущего.